# LXXXXVII Corpo de Exército (Alemanha)
O LXXXXVII Corpo de Exército (em alemão:LXXXXVII. Armeekorps) foi um Corpo de Exército alemão que operou durante a Segunda Guerra Mundial.

## Comandantes
| Comandante                              | Data                                       |
| --------------------------------------- | ------------------------------------------ |
| General der Gebirgstruppe Ludwig Kübler | 28 de setembro de 1944 - 8 de maio de 1945 |

## Chiefs of Staff
| Oberst Heinrich Bussmann | 28 de setembro de 1944 — de maio de 1945 |

## Oficiais de operações
| Oberstleutnant Oskar Wittstein | 28 de setembro de 1944 - 1945 |
| Major Sittmann                 | 1945                          |

## Área de operações
| Itália | setembro de 1944 - maio de 1945 |